# Schleicher (Lindberg)
Schleicher ist ein Ortsteil der Gemeinde Lindberg im niederbayerischen Landkreis Regen.

## Lage
Schleicher liegt im Bayerischen Wald etwa zwei Kilometer nördlich von Lindberg.

## Geschichte
Der Weiler in den Wiesen am Schleicherbach entstand erst nach dem Ersten Weltkrieg. Durch Entschließung vom 23. Oktober 1928 wurde dem Ort vom Bayerischen Staatsministerium des Innern sein Name amtlich verliehen.

## Sehenswürdigkeiten
- Stadler-Kapelle. Sie wurde von Eugen Stadler bei seinem Anwesen aus Holz gebaut und 2010 geweiht.